# 利亞霍夫群島
利亞霍夫群島是俄羅斯東部的群島，屬於新西伯利亞群島的最南端島群，島嶼與南面大陸被德米特里·拉普捷夫海峽分隔，主要島嶼有大利亞霍夫島和小利亞霍夫島，其他島嶼有斯托爾博沃伊島和謝苗諾夫斯基島。
该群岛以俄罗斯探险家伊凡·利亚霍夫的名字命名。
74°39′36″N 141°59′14″E / 74.66000°N 141.98722°E